# Modlitba pro Kateřinu Horovitzovou (film)
Modlitba pro Kateřinu Horovitzovou je československý televizní film z roku 1965, který natočil český režisér Antonín Moskalyk podle stejnojmenné novely Arnošta Lustiga.
Film vypráví o krásné tanečnici, polské Židovce Kateřině, které hrozí smrt v koncentračním táboře, ale náhodou se dostane do skupiny bohatých Židů. Když je sepsán seznam veškerého majetku, je celá skupina nakonec zastřelena.

## Obsazení
| Jiří Adamíra     | Bedřich Brenske      |
| Martin Růžek     | Herrmann Cohen       |
| Lenka Fišerová   | Kateřina Horovitzová |
| Miloš Nedbal     | rabín z Lodže Dajem  |
| Čestmír Řanda    | Ludvík Rappaport     |
| Ilja Prachař     | Oskar Löwenstein     |
| Felix le Breux   | Valter Taubenstock   |
| Vladimír Ráž     | Freddy Klarfeld      |
| Vladimír Hlavatý | Hugo Varecky         |
| Otto Šimánek     | krejčí               |
| Jiří Bruder      | Schillinger          |
| Antonín Molčík   | Sepp Hojer           |

## Tvůrci a štáb
- Režie: Antonín Moskalyk
- Námět: Arnošt Lustig (stejnojmenná novela)
- Scénář: Arnošt Lustig, Vladislav Čejchan
- Kamera: Jiří Kadaňka
- Vedoucí výroby: Miloslav Vaněk
- Hudba: Luboš Fišer
- Nahrál: Filmový symfonický orchestr (řídil František Belfín)
- Architekt: Miloš Ditrich
- Výtvarník kostýmů: Jarmila Konečná
- Zvuk: Adolf Böhm
- Střih: Jan Chaloupek
- Masky: Milan Jandera

## Produkční a technické údaje
- Premiéra: 13. říjen 1965, I. program Československé televize (od 20:25)
- Výroba: Televizní filmová tvorba, © 1965, podle předlohy literárně dramatického vysílání v ateliérech Filmového studia Barrandov, zpracovaly Filmové laboratoře Praha
- Barva: černobílý
- Jazyk: čeština
- Délka: cca 67 minut
- Formát obrazu: 4:3

## Ocenění
- Mezinárodní televizní festival Prix Italia 1965 – Cenu mezinárodní kritiky[1]
- Mezinárodní televizní festival v Monte Carlu 1966 – hlavní cena Zlatá nymfa[1]